# Reprezentacja Urugwaju w piłce nożnej mężczyzn
Reprezentacja Urugwaju w piłce nożnej mężczyzn – drużyna piłkarska reprezentująca Wschodnią Republikę Urugwaju w zawodach międzynarodowych. Za jej funkcjonowanie odpowiedzialna jest Asociación Uruguaya de Fútbol, organ zarządzający piłką nożną w Urugwaju. W reprezentacji mogą występować wyłącznie zawodnicy posiadający obywatelstwo urugwajskie.
Reprezentacja zwana Charrúas, jako pierwsza w historii zdobyła Puchar Świata. Wynik z 1930 roku powtórzyła jeszcze w 1950 roku oraz trzykrotnie zajęła czwarte miejsce (1954, 1970, 2010).
Piętnastokrotnie triumfowała również w rozgrywkach o Copa America (1916, 1917, 1920, 1923, 1924, 1926, 1935, 1942, 1956, 1959, 1967, 1983, 1987, 1995, 2011), sześciokrotnie była druga (1919, 1927, 1939, 1941, 1989, 1999), dziewięciokrotnie trzecia (1921, 1922, 1929, 1937, 1947, 1953, 1957, 1975, 2004), oraz pięciokrotnie czwarta (1945, 1946, 1955, 2001, 2007). Łącznie w historii wzięła udział w 45 edycjach tej imprezy (najwięcej spośród wszystkich zespołów konfederacji CONMEBOL).
Występowała też w dwóch edycjach rozgrywek o Puchar Konfederacji: 1997 w której zajęła czwarte miejsce po porażce z Czechami 0:1 w meczu o trzecie miejsce oraz 2013, którą Urusi również zakończyli na czwartym miejscu, po przegranej z Włochami 2:3 w serii rzutów karnych.

## Historia
Na początku XX w. Urugwaj był jednym z bogatszych krajów Ameryki Południowej, nie trapionym przez wewnętrzne wstrząsy i rewolucje. Ówczesna urugwajska młodzież od ósmego roku życia objęta była programem ćwiczeń fizycznych. Z niej wyrosło pokolenie piłkarzy „Urusów”, którzy na pierwszym mundialu pokonali w finale 4:2 Argentynę. Dwadzieścia lat później podopieczni Juana Lópeza, wśród których znajdowali się Juan Alberto Schiaffino, Óscar Míguez, Alcides Ghiggia, czy Roque Gastón Máspoli, w finałowym meczu ograli 2:1 Brazylijczyków. Kolejny sukces na mundialu Urugwajczycy odnieśli w 1970 roku, kiedy po porażkach w półfinale z Brazylią i w spotkaniu o trzecie miejsce z RFN, zajęli ostatecznie czwartą lokatę.
Później reprezentacja albo w ogóle nie kwalifikowała się do mistrzostw albo przegrywała w pierwszej lub drugiej rundzie. Mimo że miała w swoich szeregach uznanych zawodników – Horacia Troche, Néstora Gonçalvesa, Luisa Ubiñasa, Ladislaa Mazurkiewicza, czy w latach 80. Enza Francescoliego, Nelsona Gutiérreza, Victora Diogo – to osiągnięciami nie potrafiła dorównać zespołom z 1930 i 1950 roku. Kryzys pogłębił się w latach 90., kiedy Urugwajczyków zabrakło na dwóch turniejach o Puchar Świata.
Od początku 2006 roku selekcjonerem jest Óscar Tabárez, który pełnił już tę funkcję w latach 1988–1990; podczas pierwszej kadencji poprowadził Urugwajczyków do mundialu 1990. Większość zawodników z obecnej kadry występuje na co dzień w Europie lub Argentynie. Najbardziej znanymi reprezentantami są napastnicy Álvaro Recoba (Inter Mediolan), Diego Forlán (Atlético Madryt) i Luis Alberto Suárez (FC Barcelona) oraz bramkarz, mający za sobą grę w Juventusie, Fabián Héctor Carini. W 2005 roku karierę zakończył długoletni kapitan drużyny narodowej Paolo Montero.
W 2010 roku ponownie „Urusi” pokazali, że są potęgą futbolu. W grupie zremisowali bezbramkowo z poprzednimi wicemistrzami Francją, w drugim meczu pewnie ograli gospodarzy 3:0. W ostatnim meczu grupowym reprezentacja „Urusów” wygrała spokojnie z Meksykiem 1:0. Urugwajczycy wyszli z 1. miejsca bez straty bramki. Następnym rywalem Urugwaju w 1/8 finału była drużyna Korei Południowej, z którą Urugwaj wygrał 2:1. W ćwierćfinale na Urugwaj czekała reprezentacja Ghany i najbardziej dramatyczny mecz mistrzostw. Po remisie 1:1 do regulaminowego czasu gry sędzia musiał doliczyć kolejne 30 minut. W 120 minucie Ghana miała świetną okazję na gola jednak Luis Suárez wybił piłkę ręką z linii bramkowej. Otrzymał za to czerwoną kartkę, a reprezentacja Ghany otrzymała rzut karny, którego jednak nie wykorzystała. W serii rzutów karnych Urugwaj wygrał 4:2 i jako jedyna drużyna z Ameryki dotarła do półfinału. W półfinale zmierzyli się z reprezentacją Holandii (późniejszymi wicemistrzami) i przegrali 3:2. W meczu o trzecie miejsce Urugwaj przegrał również z Niemcami 2:3. W RPA Urugwaj zagrał swój najlepszy turniej od 40 lat i zajął 4. miejsce, a Diego Forlán otrzymał tytuł najlepszego piłkarza turnieju i Złotą Piłkę.
W 2011 podczas Copa America które odbywały się w Argentynie, Urugwaj przystępował do turnieju jako jeden z głównych faworytów razem z Brazylią i Argentyną. Urugwaj grający w grupie C trafił na Chile, Peru oraz Meksyk. Grupa była uważana przez wielu jako grupa najmocniejsza. W pierwszym meczu Urugwaj zremisował z drużyną Peru 1:1. Była to dość duża niespodzianka. Kolejnym przeciwnikiem Urugwajczyków było Chile z którym Urugwaj również zremisował 1:1. Do ostatniego meczu ważyły się losy wyjścia z grupy. Ostatnim przeciwnikiem Urusów była drużyna Meksyku (mistrz Ameryki Północnej) z którą Urugwaj wygrał 1:0.Grupa w wykonaniu Urugwajczyków nie była zbyt dobra. Wielu wróżyło im szybkie odpadnięcie z turnieju zwłaszcza że następnym rywalem miał być główny faworyt – Argentyna, która również w grupie nie zagrała zbyt dobrze. Urugwaj po meczącym meczu który w regulaminowym czasie gry i po dogrywce zakończył się wynikiem 1:1 wygrał w karnych 5:4. Urugwaj awansował jako jedyny z wcześniejszych faworytów ponieważ Brazylia również odpadła z Paragwajem. W półfinale Urugwaj bez większych problemów pokonał Peru 2:0. W finale na ich drodze stanęła drużyna Paragwajska. Urugwaj nie przestraszył się mocnej jak dotąd ekipy Paragwaju i wygrał wysoko 3:0 po dwóch golach Diego Forlana i jednym Luisa Suáreza. Ten ostatni został wybrany najlepszym zawodnikiem turnieju i wicekrólem strzelców z 4 golami na koncie natomiast Forlan udowodnił, że mimo dość zaawansowanego wieku nadal potrafi grać jak na poprzednich Mistrzostwach Świata gdzie zdobył on Złotą Piłkę.

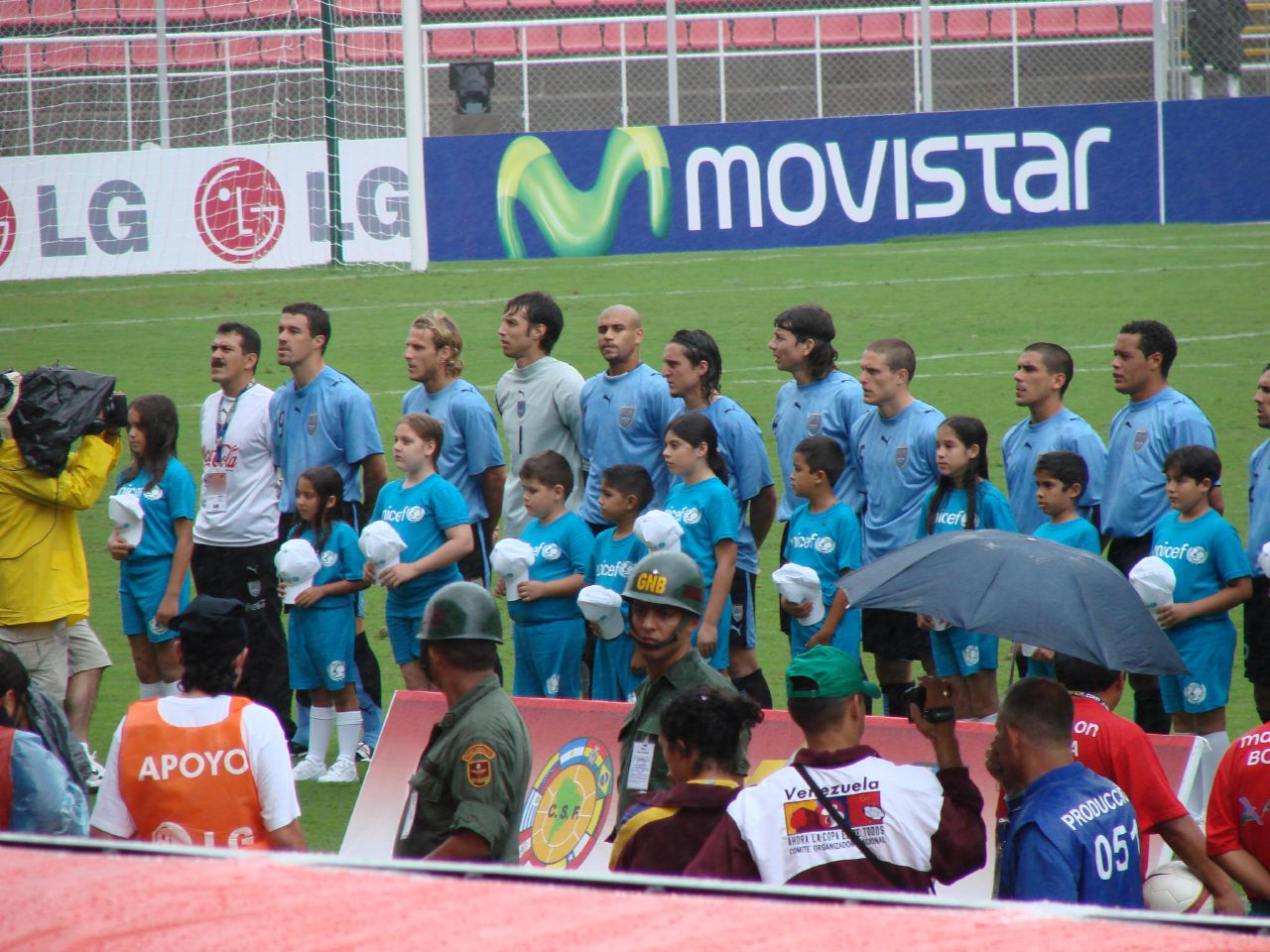
Copa America 2007, Charrúas przed meczem z Wenezuelą

Największymi sukcesami urugwajskiej piłki nożnej, oprócz dwóch tytułów mistrza świata, są piętnastokrotne zwycięstwa w rozgrywkach o Copa América i dwukrotne w igrzyskach olimpijskich (w 1924 i 1928 roku). 24.07.2011 reprezentacja Urugwaju po raz 15 sięgnęła po tytuł mistrza Ameryki Południowej w piłce nożnej. W finałowym meczu pokonała reprezentację Paragwaju 3:0.

### Lata 1900–1945

#### Chrzest bojowy
16 maja 1901 w Montevideo, Charrúas stoczyli swój premierowy oficjalny pojedynek międzypaństwowy z późniejszym odwiecznym rywalem zza miedzy – Argentyną, ulegając stosunkiem bramek 2:3.

#### Copa América 1916
Pierwsze mistrzostwa Ameryki Południowej Copa América 1916 przyniosły zarazem pierwszy międzynarodowy tryumf „Urusów”. W argentyńskim turnieju grały 4 drużyny systemem każdy, z każdym, a o zwycięstwie decydowała końcowa tabela. Ekipa dowodzona przez trenera Alfredo Foglino rozpoczęła mistrzostwa od efektownego zwycięstwa 4:0 (1:0) z Chile, po golach dwóch piłkarzy urugwajskiego klubu Peñarol Montevideo: José Piendibene (44' i 75') oraz Isabelino Gradína (55' i 70'). Drugim grupowym rywalem Urugwaju była Brazylia, która lepiej rozpoczęła i już w 8 minucie wynik meczu otworzył Arthur Friedenreich (Payssandu São Paulo). Jednak w 16 minucie spotkania brazylijski obrońca Orlando (Paulistano São Paulo) z powodu kontuzji musiał opuścić boisko co było równoznaczne z tym, że piłkarze z Kraju Kawy resztę pojedynku stoczyli w dziesiątkę. Nie mniej jednak wyrównująca bramka padła dopiero w 58', a jej zdobywcą był późniejszy król strzelców Gradín. Wynik meczu w 77' ustalił José Tognola (Reformers), dzięki czemu Urugwaj zwyciężył 2:1. W granym na „raty” oraz na dwóch różnych stadionach ostatnim, a zarazem decydującym meczu turnieju Charrúas bezbramkowo z remisowali z gospodarzami, co z uwagi na wcześniejszą przewagę punktową przesądziło o tytule dla Urugwaju.
| Poz | Reprezentacja | Mecze | Zw | Rem | Por | Pkt | BrZd | BrStr |
| --- | ------------- | ----- | -- | --- | --- | --- | ---- | ----- |
| 1   | URUGWAJ       | 3     | 2  | 1   | 0   | 5   | 6    | 1     |
| 2   | ARGENTYNA     | 3     | 1  | 2   | 0   | 4   | 7    | 2     |
| 3   | BRAZYLIA      | 3     | 0  | 2   | 1   | 2   | 3    | 4     |
| 4   | CHILE         | 3     | 0  | 1   | 2   | 1   | 2    | 11    |

#### Copa América 1917
Mistrzostwa z 1917 przeszły do historii jako niemal identyczna kopia tych rozegranych rok wcześniej, bowiem uczestnikami turnieju rozgrywanego według tych samych co poprzednio zasad były te same zespoły. Zmieniło się tylko miejsce rozgrywek, ponieważ tym razem gospodarzem imprezy byli Urugwajczycy. Drużyna trenera Ramóna Platero podobnie jak przed rokiem w pierwszym spotkaniu zmierzyła się z Chile, wygrywając identycznym stosunkiem bramek 4:0 (2:0). Teraz jednak gole zdobywali dwaj zawodnicy legendarnego Nacional Montevideo: Carlos Scarone (20' i 62') oraz Ángel Romano (44' i 75'). Równie gładko, bo 4:0 (2:0) Charrúas ograli tym razem Brazylijczyków, którzy podobnie jak przed rokiem mecz kończyli w dziesiątkę, gdyż w 24 minucie urazu nabawił się Paula Ramos (America FC Rio de Janeiro). Natomiast bramki były dziełem nikogo innego, tylko Carlosa Scarone (8' i 86') oraz króla strzelców Angela Romano (17' i 77'). W trzecim, ostatnim i decydującym pojedynku Urugwaj, jako gospodarz turnieju wykorzystał okazję i po golu Héctora Scarone z 62 minuty pokonał Albicelestes 1:0 (0:0), broniąc tym samym tytułu sprzed roku bez straty bramki.
| Poz | Reprezentacja | Mecze | Zw | Rem | Por | Pkt | BrZd | BrStr |
| --- | ------------- | ----- | -- | --- | --- | --- | ---- | ----- |
| 1   | URUGWAJ       | 3     | 3  | 0   | 0   | 6   | 9    | 0     |
| 2   | ARGENTYNA     | 3     | 2  | 0   | 1   | 4   | 5    | 3     |
| 3   | BRAZYLIA      | 3     | 1  | 0   | 2   | 2   | 7    | 8     |
| 4   | CHILE         | 3     | 0  | 0   | 3   | 0   | 0    | 10    |

#### Copa América 1920
Po zajęciu drugiego miejsca w CA 1919 rozgrywanego w Brazylii, tym razem górą znów byli Urugwajczycy. Na chilijskim turnieju pierwszym rywalem Charrúas byli sąsiedzi z Kraju Srebra. W zakończonym remisem 1:1 (1:0) spotkaniu wynik otworzył w 10 min. urugwajski napastnik José Piendibene, a w 61' bramkarz „Urusów” Juan Legnazzi obronił rzut karny. Wyrównanie padło w 75' za sprawą Raúla Echeverríi (Estudiantes La Plata). Mecz z Brazylią był popisem Urugwajczyków, którzy urządzili sobie festiwal strzelecki, a wynik 6:0 (3:0) nie pozostawiał złudzeń, kto w tamtym czasie był najlepszym zespołem Ameryki, co nie mniej prawdopodobne również świata. Bramki zdobywali: Angel Romano (23' i 60'), z karnego w 26' Antonio Urdinarán, obaj z Nacional oraz zawodnicy Peñarol – José Pérez (29' i 65') i Antonio Cámpolo w 48'. W ostatnim meczu z gospodarzami, Charrúas postawili kropkę nad „i”, wygrywając 2:1 (1:0) po golach najskuteczniejszych w turnieju: Romano (37') i Péreza (65'), dla Chile trafił w (60') Aurelio Domínguez.
| Poz | Reprezentacja | Mecze | Zw | Rem | Por | Pkt | BrZd | BrStr |
| --- | ------------- | ----- | -- | --- | --- | --- | ---- | ----- |
| 1   | URUGWAJ       | 3     | 2  | 1   | 0   | 5   | 9    | 2     |
| 2   | ARGENTYNA     | 3     | 1  | 2   | 0   | 4   | 4    | 2     |
| 3   | BRAZYLIA      | 3     | 1  | 0   | 2   | 2   | 1    | 8     |
| 4   | CHILE         | 3     | 0  | 1   | 2   | 1   | 2    | 4     |

#### Copa América 1923
Po raz drugi gospodarzem turnieju został Urugwaj i w pierwszym pojedynku pokonał Paragwaj 2:0 (1:0). Bramki zdobyli Héctor Scarone (11') i zawodnik Charley Pedro Petrone w 88'. Urugwajczykom nie po raz pierwszy zresztą, nie sprostała również ekipa Canarinhos, ulegając 2:1 (0:0). Na listę strzelców wpisali się: po raz drugi na turnieju Petrone (56'); wyrównanie Brazylijczykom dał w 59' Nilo Braga, a wynik meczu ustalił w 75' José Pedro Cea, przyszła legenda futbolu. Los Guarani oraz Canarinhos podzielili również Argentyńczycy. Charrúas po trafieniach najskuteczniejszego obok Argentyńczyka Aguirre – Petrone (28') i Pascuala Sommy (88') zwyciężyli 2:0 (1:0), zdobywając tym samym czwarty tytuł mistrzowski.
| Poz | Reprezentacja | Mecze | Zw | Rem | Por | Pkt | BrZd | BrStr |
| --- | ------------- | ----- | -- | --- | --- | --- | ---- | ----- |
| 1   | URUGWAJ       | 3     | 3  | 0   | 0   | 6   | 6    | 1     |
| 2   | ARGENTYNA     | 3     | 2  | 0   | 1   | 4   | 6    | 6     |
| 3   | PARAGWAJ      | 3     | 1  | 0   | 2   | 2   | 4    | 6     |
| 4   | BRAZYLIA      | 3     | 0  | 0   | 3   | 0   | 2    | 5     |

#### Letnie Igrzyska Olimpijskie 1924
Rozgrywany systemem pucharowym turniej w Paryżu był pierwszym dla „Urusów” międzykontynentalnym sprawdzianem, w czasie którego mogli o stawkę rywalizować z zespołami europejskimi. W pierwszej rundzie 26 maja wygrali zdecydowanie 7:0 (3:0) z drużyną Jugosławii, zaczynając turniej z „dużego c”. Trzy dni później w drugiej rundzie na drodze Charrúas stanęli Amerykanie, ulegając z kretesem 3:0 (3:0). Z kolei w rozegranym 1 czerwca ćwierćfinale przed własną publicznością polegli 1:5 (1:2) Francuzi. Kroczący od zwycięstwa do zwycięstwa Urugwajczycy dopiero 2 czerwca w półfinale spotkali godnego siebie rywala, wygrywając nieznacznie z Holandią 2:1 (1:0). Finał z 9 czerwca był formalnością, w którym Urugwaj pokonał Szwajcarię 3:0 (1:0).
| Złoto   | Srebro     | Brąz    |
| Urugwaj | Szwajcaria | Szwecja |

#### Copa América 1924
Problemy Paragwaju sprawiły, że po raz drugi z rzędu, a trzeci w ogóle turniej zorganizował Urugwaj. Dopełnieniem szczęścia było również drugie z rzędu, a piąte w historii zwycięstwo w południowoamerykańskich mistrzostwach. Hat-rick Petrone (40', 53', 88'), gole Pedro Zingone (73') i Romano (78') pogrążyły Chile 5:0 (1:0). W kolejnym meczu wynik dla Paragwaju otworzył Gerardo Rivas. Bramkę wyrównującą w 28' strzelił król strzelców Petrone, podwyższył w 66' Cea, a ustalił w 83' Romano. Urugwajczycy, świeżo upieczeni mistrzowie olimpijscy z Paryża w ostatnim spotkaniu bezbramkowo zremisowali z Albicelestes.
| Poz | Reprezentacja | Mecze | Zw | Rem | Por | Pkt | BrZd | BrStr |
| --- | ------------- | ----- | -- | --- | --- | --- | ---- | ----- |
| 1   | URUGWAJ       | 3     | 2  | 1   | 0   | 5   | 8    | 1     |
| 2   | ARGENTYNA     | 3     | 1  | 2   | 0   | 4   | 2    | 0     |
| 3   | PARAGWAJ      | 3     | 1  | 1   | 1   | 3   | 4    | 4     |
| 4   | CHILE         | 3     | 0  | 0   | 3   | 0   | 1    | 10    |

#### Copa América 1926
W odbywającym się po raz drugi na terytorium Chile turnieju, udział wzięło pięć ekip, jednak zabrakło wśród nich Brazylii. Urugwajczykom, których z kolei nie było na CA 1925 w pierwszym pojedynku przyszło zmierzyć się z gospodarzami, w meczu sędziowanym przez .... Chilijczyka, tego samego zresztą, który prowadził spotkanie obu drużyn na CA 1920 w Chile. Mimo to zespół trenera Ernesto Fígoliego pozbawił La Roja wszelkich złudzeń, pewnie zwyciężając 3:1 (2:0). Autorami bramek dla Urugwaju byli: w 22' René Borjas (Montevideo Wanderers) oraz gwiazdy z Nacional, Héctor Castro (32') i Héctor Scarone (55'). W 65' honorowego gola dla Chile zdobył z karnego Guillermo Subiabre (Santiago Wanderers). Kolejnym rywalem byli Albicelestes, którzy nie potrafili znaleźć sposobu na konsekwentnych Charrúas, a w szczególności strzelców bramek Borjasa (22') i Castro (73'). Podopieczni Ernesto Fígoli odnieśli najwyższe zwycięstwo z drużyną Boliwii, których pokonali 6:0 (4:0), po bramkach zdobytych przez Héctora Scarone (9', 12', 28', 39', 81'). W 67' trafił jeszcze jego klubowy kolega Angel Romano. W kolejnym meczu ponownie zwyciężyli, tym razem drużynę Paragwaju. Najlepszym zawodnikiem w tym meczu był Héctor Castro, który zdobył cztery gole (16', 23', 32',72'), a dwie kolejne bramki padły w 47' z karnego i 82' dzięki strzałowi Zoilo Saldombide (Wanderers). Guarani odpowiedzieli jedynie w 58', kiedy to 11-ę na bramkę zamienił Manuel Fleitas Solich. Zwycięstwo 6:1 (3:0) przypieczętowało szósty tytuł mistrzowski dla Urugwaju, który po raz drugi zdobyli w Chile.
| Poz | Reprezentacja | Mecze | Zw | Rem | Por | Pkt | BrZd | BrStr |
| --- | ------------- | ----- | -- | --- | --- | --- | ---- | ----- |
| 1   | URUGWAJ       | 4     | 4  | 0   | 0   | 8   | 17   | 2     |
| 2   | ARGENTYNA     | 4     | 2  | 1   | 1   | 5   | 14   | 3     |
| 3   | CHILE         | 4     | 2  | 1   | 1   | 5   | 14   | 6     |
| 4   | PARAGWAJ      | 4     | 1  | 0   | 3   | 4   | 8    | 20    |
| 5   | BOLIWIA       | 4     | 0  | 0   | 4   | 0   | 2    | 24    |

#### Letnie Igrzyska Olimpijskie 1928
Efektowne zwycięstwo na olimpiadzie w 1924 stawiało Urugwaj w roli faworyta, z którym na nieszczęście gospodarzy los skojarzył ich w pierwszej rundzie. W rozegranym 30 maja spotkaniu Holendrzy nie potrafili zrewanżować się wciąż aktualnym mistrzom olimpijskim za przegrany półfinał w Paryżu, ulegając im 2:0 (1:0). Nie było również niespodzianki 3 czerwca w ćwierćfinałowym pojedynku „Urusów” z Niemcami, których gładko pokonali 4:1 (2:0). Cztery dni później na drodze do finału Urugwajczykom stanęli Włosi, którzy choć byli bliżej celu to nie mniej jednak, także Azzurri nie zdołali przeciwstawić się sile pobratymców z Ameryki Południowej, przegrywając nieznacznie 2:3 (1:3). Wielki finał igrzysk stał się wewnętrzną rozgrywką Latynosów, w którym Charrúas zmierzyli się z sąsiadami zza rzeki Urugwaj. Mecz z 10 czerwca był zaciętym pojedynkiem, w którym nie padło rozstrzygnięcie i po dogrywce padł remis 1:1. Ponieważ ówcześnie nie rozgrywano jeszcze konkursu rzutów karnych, spotkanie zostało powtórzone trzy dni później, a nowym starym mistrzem olimpijskim został Urugwaj po zwycięstwie 2:1 (1:1).
| Złoto   | Srebro    | Brąz   |
| Urugwaj | Argentyna | Włochy |

### Lata 1945–2014

#### Mistrzostwa Świata w Piłce Nożnej 2010
W 2010 roku Reprezentacja Urugwaju ponownie pokazała, że jest potęgą futbolu na arenie międzynarodowej. W swojej grupie zremisowali z poprzednimi wicemistrzami, drużyną Francji 0:0, w drugim meczu odnieśli zdecydowane zwycięstwo nad gospodarzami turnieju, wygrywając 3:0. W ostatnim meczu grupowym reprezentacja „Urusów” wygrała spokojnie z Meksykiem 1:0. Urugwajczycy wyszli z 1. miejsca bez straty bramki. Następnym rywalem drużyny Urugwaju w 1/8 finału okazała się drużyna Korei Południowej z którymi Urugwaj wygrał 2:1. W ćwierćfinale na Urugwaj czekała reprezentacja Ghany i najbardziej dramatyczny mecz mistrzostw. Po remisie 1:1 do regulaminowego czasu gry sędzia musiał doliczyć kolejne 30 minut dogrywki. W 120 minucie natomiast Ghana miała świetną okazję na gola, jednak Luis Suárez wybił piłkę ręką z bramki. Otrzymał on za to czerwoną kartkę, a reprezentacja Ghany miała do wykorzystania rzut karny. Wymarzona szansa dla przeciwników Urugwaju nie została wykorzystana i w serii rzutów karnych, następujących po dogrywce, Urugwaj wygrał 4:2. W ten sposób zawodnicy awansowali do półfinału – jako jedyna drużyna z Ameryki Południowej. W półfinale musieli zmierzyć się z reprezentacją Holandii (późniejszymi wicemistrzami) i przegrali 3:2. W meczu o trzecie miejsce Urugwaj przegrał z drużyną Niemiec, po meczu zakończonym wynikiem 3:2, czyli identycznym jak w półfinale. Urugwaj zagrał na tym mundialu najlepiej od 40 lat i zajął 4. miejsce, a Diego Forlan który był najlepszym zawodnikiem drużyny Urugwaju, otrzymał złotą piłkę dla najlepszego piłkarza całego turnieju.

#### Mistrzostwa Świata w Piłce Nożnej 2014
Reprezentacja Urugwaju awansowała do 1/8 finału, zajmując drugie miejsce w grupie. Przegrywając w 1/8 finału z Kolumbią zakończyła swój udział na Mistrzostwach Świata w Brazylii.

#### Mistrzostwa Świata w Piłce Nożnej 2018
Na mundialu 2018 Urugwaj grał w grupie A razem z gospodarzem turnieju Rosją, Arabią Saudyjską, oraz Egiptem. Po wygraniu wszystkich trzech spotkań (odpowiednio z Egiptem i Arabią Saudyjską po 1:0), oraz z Rosjanami 3:0, Urusi wyszli z grupy z pierwszego miejsca z kompletem punktów. W 1/8 finału zmierzyli się z reprezentacją Portugalii. Wygrali ten mecz 2:1 i awansowali tym samym do ćwierćfinału w którym zmierzyli się z Francuzami. Przegrali jednak to spotkanie 0:2 i odpadli z turnieju.

## Udział wMistrzostwach Świata
- 1930 – Mistrzostwo
- 1934–1938 – Nie brał udziału
- 1950 – Mistrzostwo
- 1954 – IV miejsce
- 1958 – Nie zakwalifikował się
- 1962 – Faza grupowa
- 1966 – Ćwierćfinał
- 1970 – IV miejsce
- 1974 – Faza grupowa

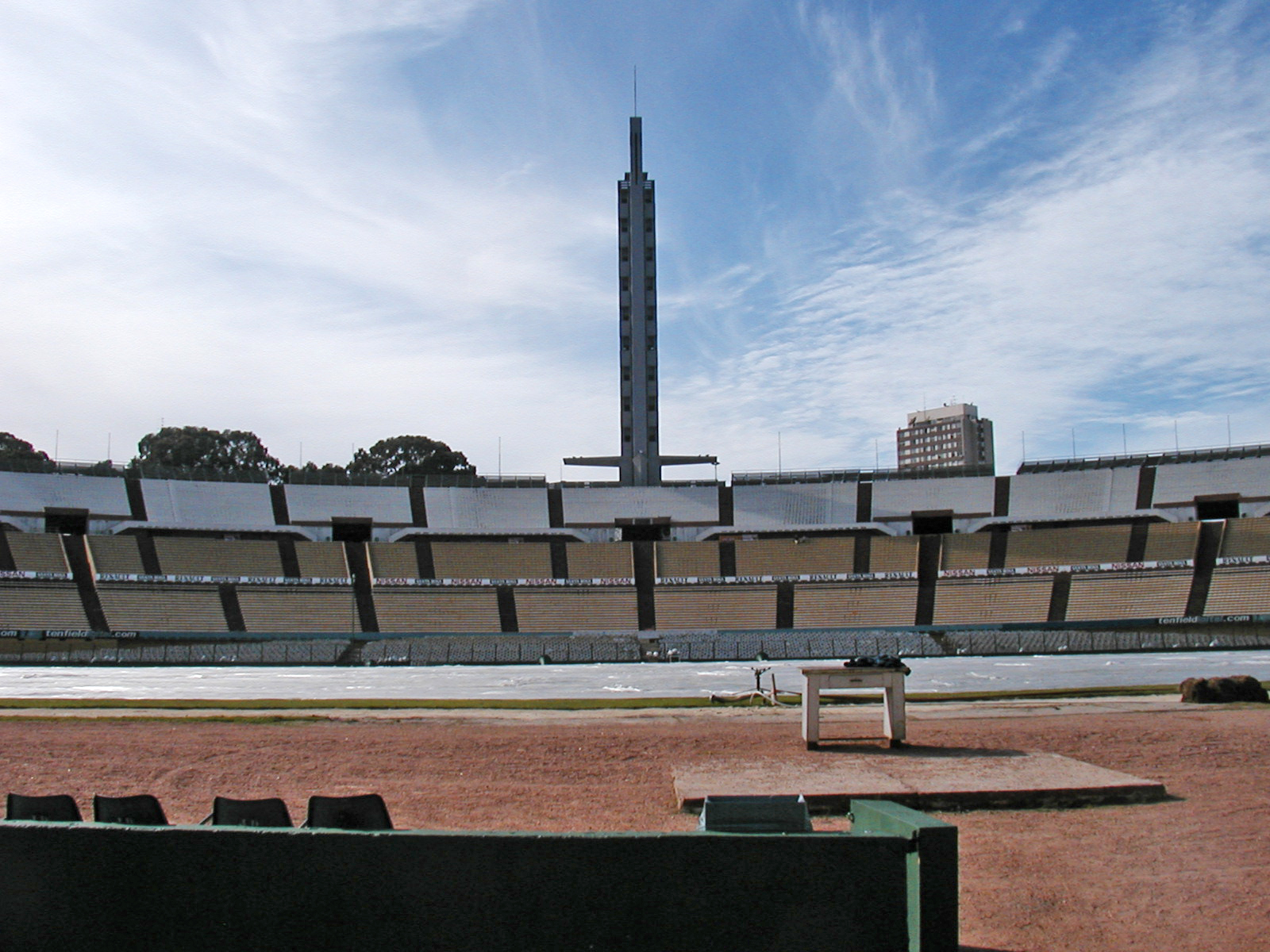
Estadio Centenario

- 1978–1982 – Nie zakwalifikował się
- 1986 – 1/8 finału
- 1990 – 1/8 finału
- 1994–1998 – Nie zakwalifikował się
- 2002 – Faza grupowa
- 2006 – Nie zakwalifikował się
- 2010 – IV miejsce
- 2014 – 1/8 finału
- 2018 – Ćwierćfinał
- 2022 – Faza grupowa

## Udział wCopa América
| - 1916 – Mistrzostwo - 1917 – Mistrzostwo - 1919 – II miejsce - 1920 – Mistrzostwo - 1921 – III miejsce - 1922 – III miejsce - 1923 – Mistrzostwo - 1924 – Mistrzostwo - 1925 – Wycofał się - 1926 – Mistrzostwo - 1927 – II miejsce - 1929 – III miejsce - 1935 – Mistrzostwo - 1937 – III miejsce - 1939 – II miejsce - 1941 – II miejsce - 1942 – Mistrzostwo - 1945 – IV miejsce - 1946 – IV miejsce - 1947 – III miejsce - 1949 – VI miejsce - 1953 – III miejsce - 1955 – IV miejsce - 1956 – Mistrzostwo |  | - 1957 – III miejsce - 1959 – VI miejsce - 1959 – Mistrzostwo - 1963 – Wycofał się - 1967 – Mistrzostwo - 1975 – III miejsce - 1979 – Faza grupowa - 1983 – Mistrzostwo - 1987 – Mistrzostwo - 1989 – II miejsce - 1991 – Faza grupowa - 1993 – Ćwierćfinał - 1995 – Mistrzostwo - 1997 – Faza grupowa - 1999 – II miejsce - 2001 – IV miejsce - 2004 – III miejsce - 2007 – IV miejsce - 2011 – Mistrzostwo - 2015 – Ćwierćfinał - 2016 – Faza grupowa - 2019 – Ćwierćfinał - 2021 – Ćwierćfinał |

## Udział wPucharze Konfederacji
- 1992–1995 – Nie zakwalifikował się
- 1997 – IV miejsce
- 1999–2009 – Nie zakwalifikował się
- 2013 – IV miejsce
- 2017 – Nie zakwalifikował się

## Skład zespołu
Kadra na mecze towarzyskie przeciwko reprezentacji Nikaragui i Kuby, które odbyły się 14 i 20 czerwca 2023. Występy i gole aktualne na 20 czerwca 2023.
| Nr         | Imię i nazwisko     | Data urodzenia      | Występy   | Gole      | Obecny klub          |
| Bramkarze  | Bramkarze           | Bramkarze           | Bramkarze | Bramkarze | Bramkarze            |
| ---------- | ------------------- | ------------------- | --------- | --------- | -------------------- |
| 1          | Sergio Rochet       | 23 marca 1993       | 13        | 0         | Nacional             |
| 12         | Randall Rodríguez   | 29 listopada 2003   | 0         | 0         | Peñarol              |
| 23         | Santiago Mele       | 6 września 1997     | 2         | 0         | Unión Santa Fe       |
|            | Franco Israel       | 22 kwietnia 2000    | 1         | 0         | Sporting CP          |
| Obrońcy    |                     |                     |           |           |                      |
| 2          | Sebastián Boselli   | 4 grudnia 2003      | 0         | 0         | Defensor Sporting    |
| 3          | Mauricio Lemos      | 28 grudnia 1995     | 3         | 0         | Atlético Mineiro     |
| 4          | José Luis Rodríguez | 14 marca 1997       | 2         | 0         | Vasco da Gama        |
| 13         | Guillermo Varela    | 24 marca 1993       | 14        | 0         | Flamengo             |
| 16         | Facundo González    | 6 lipca 2003        | 0         | 0         | Valencia             |
| 18         | Santiago Mouriño    | 13 września 2002    | 0         | 0         | Racing Montevideo    |
| 22         | Joaquín Piquerez    | 24 sierpnia 1998    | 9         | 0         | Palmeiras            |
| 24         | Bruno Méndez        | 10 września 1999    | 4         | 0         | Corinthians          |
|            | Matías Viña         | 9 listopada 1997    | 30        | 0         | Bournemouth          |
|            | Sebastián Coates    | 18 sierpnia 1999    | 3         | 0         | América              |
|            | Lucas Olaza         | 21 lipca 1994       | 1         | 0         | Real Valladolid      |
|            | Mateo Ponte         | 24 maja 2003        | 0         | 0         | Danubio              |
| Pomocnicy  |                     |                     |           |           |                      |
| 5          | Emiliano Martínez   | 17 sierpnia 1999    | 2         | 0         | Midtjylland          |
| 6          | Fabricio Díaz       | 3 lutego 2003       | 0         | 0         | Liverpool Montevideo |
| 15         | Maximiliano Araújo  | 15 lutego 2000      | 2         | 1         | Toluca               |
| 20         | Felipe Carballo     | 4 października 1996 | 4         | 0         | Grêmio               |
|            | Rodrigo Zalazar     | 12 sierpnia 1999    | 1         | 2         | Schalke 04           |
| Napastnicy |                     |                     |           |           |                      |
| 8          | Anderson Duarte     | 23 marca 2004       | 0         | 0         | Defensor Sporting    |
| 9          | Diego Rossi         | 5 marca 1998        | 7         | 1         | Fenerbahçe           |
| 10         | Brian Rodríguez     | 20 maja 2000        | 19        | 4         | América              |
| 11         | Facundo Torres      | 13 kwietnia 2000    | 13        | 1         | Orlando City         |
| 14         | Agustín Canobbio    | 1 października 1998 | 7         | 0         | Athletico Paranaense |
| 17         | Luciano Rodríguez   | 16 lipca 2003       | 0         | 0         | Liverpool Montevideo |
| 19         | Matías Arezo        | 21 listopada 2002   | 3         | 1         | Peñarol              |
| 21         | Thiago Borbas       | 7 kwietnia 2002     | 2         | 0         | Red Bull Bragantino  |
|            | Facundo Pellistri   | 20 grudnia 2001     | 12        | 0         | Manchester United    |
|            | Federico Viñas      | 30 czerwca 1998     | 0         | 0         | América              |

## Rekordziści
| Lp. | Zawodnik            | Lata gry w kadrze | Mecze | Bramki |
| --- | ------------------- | ----------------- | ----- | ------ |
| 1.  | Diego Godín         | 2005–             | 161   | 8      |
| 2.  | Luis Suárez         | 2007–             | 137   | 68     |
| 3.  | Edinson Cavani      | 2008–             | 136   | 58     |
| 4.  | Fernando Muslera    | 2009–             | 133   | 0      |
| 5.  | Maxi Pereira        | 2005–2018         | 125   | 3      |
| 6.  | Martín Cáceres      | 2007–             | 116   | 4      |
| 7.  | Diego Forlán        | 2002–2014         | 112   | 36     |
| 8.  | Cristian Rodríguez  | 2003–2018         | 110   | 11     |
| 9.  | Diego Lugano        | 2003–2014         | 95    | 9      |
| 10. | Egidio Arévalo Ríos | 2006–2017         | 90    | 0      |

| Lp. | Zawodnik        | Lata gry w kadrze | Bramki | Mecze |
| --- | --------------- | ----------------- | ------ | ----- |
| 1.  | Luis Suárez     | 2007–             | 68     | 137   |
| 2.  | Edinson Cavani  | 2008–             | 58     | 136   |
| 3.  | Diego Forlán    | 2002–2014         | 36     | 112   |
| 4.  | Héctor Scarone  | 1917–1930         | 31     | 52    |
| 5.  | Ángel Romano    | 1913–1927         | 28     | 69    |
| 6.  | Óscar Míguez    | 1950–1958         | 27     | 39    |
| 7.  | Sebastián Abreu | 1996–2012         | 26     | 70    |
| 8.  | Pedro Petrone   | 1923–1930         | 24     | 29    |
| 9.  | Fernando Morena | 1971–1983         | 22     | 53    |
| 9.  | Carlos Aguilera | 1982–1997         | 22     | 64    |

## Selekcjonerzy
| #    | Trener                  | Narodowość |                  | Od               | Do            |    | Bilans | Bilans | Bilans | Bilans          | Bilans |  | Osiągnięcia | Osiągnięcia |
| #    | Trener                  | Narodowość | M                | Od               | Do            | Z  | R      | P      | %      | Trofea          | Lata   |  |             |             |
| ---- | ----------------------- | ---------- | ---------------- | ---------------- | ------------- | -- | ------ | ------ | ------ | --------------- | ------ |  | ----------- | ----------- |
| 1.   | Miguel Nebel            | Urugwaj    | lipiec 1902      | wrzesień 1903    | 2             | 1  | 0      | 1      | 50%    |                 |        |  |             |             |
| 2.   | Alfredo Foglino         | Urugwaj    | lipiec 1916      | lipiec 1916      | 3             | 2  | 1      | 0      | 78%    | 1x Copa América | 1916   |  |             |             |
| 3.   | Ramón Platero           | Urugwaj    | wrzesień 1917    | październik 1917 | 3             | 3  | 0      | 0      | 100%   | 1x Copa América | 1917   |  |             |             |
| 4.   | Severino Castillo       | Urugwaj    | maj 1919         | maj 1919         | 4             | 2  | 1      | 1      | 58%    |                 |        |  |             |             |
| 5.   | Ernesto Fígoli          | Urugwaj    | wrzesień 1920    | październik 1921 | 6             | 3  | 1      | 2      | 56%    | 1x Copa América | 1920   |  |             |             |
| 6.   | Pedro Olivieri          | Urugwaj    | wrzesień 1922    | październik 1922 | 4             | 2  | 1      | 1      | 58%    |                 |        |  |             |             |
| 7.   | Leonardo De Lucca       | Urugwaj    | listopad 1923    | listopad 1923    | 3             | 3  | 0      | 0      | 100%   | 1x Copa América | 1923   |  |             |             |
| 8.   | Ernesto Meliante        | Urugwaj    | październik 1924 | listopad 1924    | 3             | 2  | 1      | 0      | 78%    | 1x Copa América | 1924   |  |             |             |
| 9.   | Ernesto Fígoli (2)      | Urugwaj    | październik 1926 | listopad 1926    | 4             | 4  | 0      | 0      | 100%   | 1x Copa América | 1926   |  |             |             |
| 10.  | Luis Greco              | Urugwaj    | listopad 1927    | listopad 1927    | 3             | 2  | 0      | 1      | 67%    |                 |        |  |             |             |
| 11.  | Alberto Suppici         | Urugwaj    | listopad 1929    | listopad 1929    | 3             | 1  | 0      | 2      | 33%    |                 |        |  |             |             |
| 12.  | Raúl Blanco             | Urugwaj    | styczeń 1935     | styczeń 1935     | 3             | 3  | 0      | 0      | 100%   | 1x Copa América | 1935   |  |             |             |
| 13.  | Alberto Suppici (2)     | Urugwaj    | styczeń 1937     | luty 1939        | 9             | 5  | 0      | 4      | 56%    |                 |        |  |             |             |
| 14.  | José Pedro Cea          | Urugwaj    | luty 1941        | luty 1942        | 10            | 9  | 0      | 1      | 90%    | 1x Copa América | 1942   |  |             |             |
| 15.  | José Nasazzi            | Urugwaj    | styczeń 1945     | luty 1945        | 6             | 3  | 0      | 3      | 50%    |                 |        |  |             |             |
| 16.  | Aníbal Tejada           | Urugwaj    | styczeń 1946     | styczeń 1946     | 2             | 1  | 0      | 1      | 50%    |                 |        |  |             |             |
| 17.  | Guzmán Vila Gomensoro   | Urugwaj    | styczeń 1946     | luty 1946        | 3             | 1  | 0      | 2      | 33%    |                 |        |  |             |             |
| 18.  | Juan López Fontana      | Urugwaj    | grudzień 1947    | grudzień 1947    | 7             | 5  | 0      | 2      | 71%    |                 |        |  |             |             |
| 19.  | Óscar Marcenaro         | Urugwaj    | kwiecień 1949    | maj 1949         | 7             | 2  | 1      | 4      | 33%    |                 |        |  |             |             |
| 20.  | Romeo Vázquez           | Urugwaj    | luty 1953        | marzec 1953      | 6             | 3  | 1      | 2      | 56%    |                 |        |  |             |             |
| 21.  | Juan Carlos Corazzo     | Urugwaj    | marzec 1955      | marzec 1955      | 5             | 2  | 1      | 2      | 47%    |                 |        |  |             |             |
| 22.  | Hugo Bagnulo            | Urugwaj    | styczeń 1956     | luty 1956        | 5             | 4  | 1      | 0      | 87%    | 1x Copa América | 1956   |  |             |             |
| 23.  | Juan López Fontana (2)  | Urugwaj    | marzec 1957      | kwiecień 1957    | 6             | 4  | 0      | 2      | 67%    |                 |        |  |             |             |
| 24.  | Héctor Castro           | Urugwaj    | marzec 1959      | kwiecień 1959    | 6             | 2  | 0      | 4      | 33%    |                 |        |  |             |             |
| 25.  | Juan Carlos Corazzo (2) | Urugwaj    | grudzień 1959    | grudzień 1959    | 4             | 3  | 1      | 0      | 83%    | 1x Copa América | 1959   |  |             |             |
| 26.  | Juan Carlos Corazzo (3) | Urugwaj    | styczeń 1967     | luty 1967        | 5             | 4  | 1      | 0      | 87%    | 1x Copa América | 1967   |  |             |             |
| 27.  | Juan Schiaffino         | Urugwaj    | wrzesień 1975    | październik 1975 | 2             | 1  | 0      | 1      | 50%    |                 |        |  |             |             |
| 28.  | Roque Máspoli           | Urugwaj    | sierpień 1979    | wrzesień 1981    | 26            | 11 | 8      | 7      | 53%    |                 |        |  |             |             |
| 29.  | Omar Borrás             | Urugwaj    | styczeń 1982     | czerwiec 1986    | 54            | 24 | 18     | 12     | 56%    | 1x Copa América | 1983   |  |             |             |
| 30.  | Roberto Fleitas         | Urugwaj    | czerwiec 1987    | lipiec 1987      | 4             | 4  | 0      | 0      | 100%   | 1x Copa América | 1987   |  |             |             |
| 31.  | Óscar Tabárez           | Urugwaj    | lipiec 1988      | czerwiec 1990    | 34            | 17 | 8      | 9      | 50%    |                 |        |  |             |             |
| 32.  | Luis Cubilla            | Urugwaj    | maj 1991         | sierpień 1993    | 27            | 11 | 10     | 6      | 53%    |                 |        |  |             |             |
| 33.  | Ildo Maneiro            | Urugwaj    | sierpień 1993    | październik 1993 | 4             | 3  | 0      | 1      | 75%    |                 |        |  |             |             |
| –    | Roberto Fleitas (2)     | Urugwaj    | październik 1993 | październik 1993 | 1             | 0  | 0      | 1      | 0%     |                 |        |  |             |             |
| 34.  | Héctor Núñez            | Urugwaj    | październik 1994 | listopad 1996    | 25            | 9  | 7      | 9      | 45%    | 1x Copa América | 1995   |  |             |             |
| 35.  | Juan Ahuntchaín         | Urugwaj    | grudzień 1996    | czerwiec 1997    | 9             | 3  | 2      | 4      | 41%    |                 |        |  |             |             |
| 36.  | Roque Máspoli (2)       | Urugwaj    | czerwiec 1997    | listopad 1997    | 5             | 2  | 1      | 2      | 47%    |                 |        |  |             |             |
| 37.  | Víctor Púa              | Urugwaj    | grudzień 1997    | lipiec 1999      | 13            | 5  | 3      | 5      | 46%    |                 |        |  |             |             |
| 38.  | Daniel Passarella       | Argentyna  | lipiec 1999      | luty 2001        | 14            | 6  | 4      | 4      | 52%    |                 |        |  |             |             |
| 39.  | Víctor Púa (2)          | Urugwaj    | luty 2001        | czerwiec 2002    | 26            | 10 | 8      | 8      | 49%    |                 |        |  |             |             |
| –    | Jorge da Silva          | Urugwaj    | listopad 2002    | listopad 2002    | 1             | 0  | 0      | 1      | 0%     |                 |        |  |             |             |
| –    | Gustavo Ferrín          | Urugwaj    | luty 2003        | marzec 2003      | 2             | 0  | 2      | 0      | 33%    |                 |        |  |             |             |
| 40.  | Juan Ramón Carrasco     | Urugwaj    | czerwiec 2003    | kwiecień 2004    | 13            | 7  | 2      | 4      | 59%    |                 |        |  |             |             |
| 41.  | Jorge Fossati           | Urugwaj    | kwiecień 2004    | listopad 2005    | 23            | 8  | 8      | 7      | 46%    |                 |        |  |             |             |
| –    | Gustavo Ferrín (2)      | Urugwaj    | grudzień 2005    | marzec 2006      | 1             | 0  | 0      | 1      | 0%     |                 |        |  |             |             |
| 42.  | Óscar Tabárez (2)       | Urugwaj    | marzec 2006      | listopad 2021    | 194           | 94 | 49     | 51     | 48%    | 1x Copa América | 2011   |  |             |             |
| 43.  | Diego Alonso            | Urugwaj    | grudzień 2021    | grudzień 2022    | 12            | 8  | 2      | 2      | 66%    |                 |        |  |             |             |
| 44.  | Marcelo Bielsa          | Argentyna  | maj 2023         | nadal            | 2             | 2  | 0      | 0      | 100%   |                 |        |  |             |             |
| Inni |                         |            |                  |                  |               |    |        |        |        |                 |        |  |             |             |
| –    | Gregorio Pérez          | Urugwaj    |                  | sierpień 1988    | sierpień 1988 |    | 1      | 0      | 0      | 1               | 0%     |  |             |             |
| –    | Pedro Cubilla           | Urugwaj    | maj 1991         | maj 1991         | 4             | 2  | 0      | 2      | 50%    |                 |        |  |             |             |
|      |                         |            |                  |                  |               |    |        |        | %      |                 |        |  |             |             |

Stan na 22 czerwca 2023.
Kursywą wyróżniono selekcjonerów tymczasowych.
W nawiasie podano, który raz selekcjoner prowadził reprezentację.